# Jechi'el Leket
Jechi'el Leket (hebrejsky: יחיאל לקט, narozen 12. července 1941) je izraelský politik a bývalý poslanec Knesetu za stranu Ma'arach.

## Biografie
Narodil se v Haifě. Vystudoval Hebrejskou univerzitu, obor filozofie a politologie.

## Politická dráha
V letech 1965–1969 byl mluvčím ministerstva školství, v letech 1969–1975 působil jako předseda mládežnické organizace při Straně práce. V letech 1975–1976 byl vyslancem pro podporu imigrace v USA. V izraelském parlamentu zasedl po volbách v roce 1973, do nichž šel za formaci Ma'arach. Mandát ale získal až dodatečně, v lednu 1977, poté co spáchal sebevraždu dosavadní poslanec Avraham Ofer. Během několika měsíců zbývajících do konce funkčního období se zapojil do parlamentního výboru práce. Ve volbách v roce 1977 mandát neobhájil.
V letech 1978–1982 byl generálním tajemníkem Světové labouristické sionistické organizace a v letech 1982–1989 i jejím předsedou. Pak při ní působil jako ředitel jejího osidlovacího odboru až do roku 1992. V letech 1992–1996 byl ředitelem odboru pro mladé přistěhovalce při Židovské agentuře, přičemž roku 1994 byl úřadujícím předsedou této agentury a také Světové sionistické organizace.